# Cyclanthus indivisus
Cyclanthus indivisus là một loài thực vật có hoa trong họ Cyclanthaceae. Loài này được R.E.Schult. miêu tả khoa học đầu tiên năm 1959.